# Marcela Kloosterboer

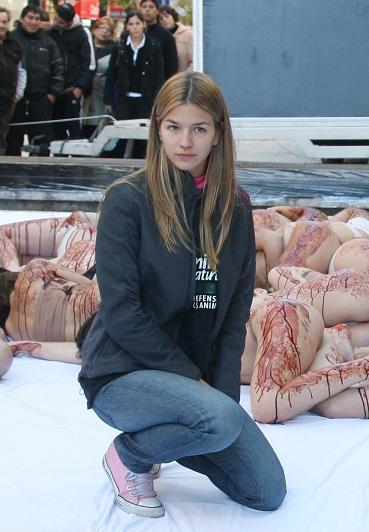
Kloosterboer 2008, bei einer Demonstration gegen Tierquälerei

Marcela Kloosterboer (geboren am 5. Juli 1983 in Vicente López, Argentinien) ist eine argentinische Filmschauspielerin.

## Leben

### Privates
Kloosterboer wuchs in der zum Großraum Buenos Aires gehörenden Stadt Vicente López auf. Sie setzt sich für Tierrechte ein. 2008 nahm sie an einer Kampagne gegen Tierhäutungen teil. Am 16. November 2014 heiratete sie den Rugbyspieler Fernando Sieling. Sie ist Mutter einer Tochter (geboren 2016) und eines Sohnes (geboren 2019).

### Karriere
Kloosterboer debütierte 1995 in der TV-Serie Amigovios, wo sie „Peggy“ spielte. Zwei Jahre später hatte sie eine Rolle der Serie Mi familia es un Dibujo sowie im Realfilm mit Zeichentrickelementen: Dibu: la película. Im Jahr 1998 war Kloosterboer Teil der erfolgreichen Telenovela Verano del 98, wo sie Josefina, eine Bewohnerin von Costa Esperanza, spielte. Für diese Rolle wurde sie 1998 mit dem Martín-Fierro-Preis als beste Nachwuchsschauspielerin ausgezeichnet. Ihre nächste Station war 1999 die Telenovela Chiquititas und 2000 kehrte sie wieder zu Verano del 98 zurück. Zwischen 2002 und 2003 war sie Teil der Besetzung von Son Amores. Im selben Jahr nahm sie auch an der Sendung Los simuladores teil, wo sie ein magersüchtiges Model spielte, das die Protagonisten der Sendung um Hilfe bittet. 2004 wurde sie für ihre Rolle in dem argentinischen Drama Roma für den Cóndor de Plata nominiert. Im Jahr 2006 spielte Kloosterboer in den TV-Serien El tiempo no para, Doble venganza und Sin código mit.

## Filmografie
- 1995: Amigovios (TV-Serie, 10 Folgen)
- 1997: Dibiu: La película
- 1996–1997: Mi familia es un dibujo (TV-Serie, 61 Folgen)
- 1998: Verano del '98 (TV-Serie, 110 Folgen)
- 1999 Chiquititas (TV-Serie, 210 Folgen)
- 2000: Illusions (compartidas) (TV-Serie)
- 2001: Tiempofinal (TV-Serie, 1 Folge)
- 2003: Los simuladores (TV-Serie, 1 Folge)
- 2004: Los pensionados (TV-Serie, 115 Folgen
- 2002–2004: Son amores (TV-Serie, 343 Folgen)
- 2004: Roma
- 2005: Sin código (TV-Serie)
- 2005: Conflictos en red (TV-Mini-Serie, 1 Folge)
- 2006: El tiempo no para (TV-Serie, 64 Folgen)
- 2006: Doble venganza (TV-Serie, 50 Folgen)
- 2006: Bendita vida (TV-Serie, 3 Folgen)
- 2007: Lalola (TV-Serie, 1 Folge)
- 2010: Un lugar lejano
- 2009–2010: Valientes (TV-Serie, 126 Folgen)
- 2010: Todos contra Juan (TV-Serie, 1 Folge)
- 2010: Cerro Bayo
- 2011: Los únicos (TV-Serie, 1 Folge)
- 2011–2012: Herederos de una venganza (219 Folgen)
- 2012: Graduados (TV-Serie, 1 Folge)
- 2013: Los vecinos en guerra (TV-Serie, 62 Folgen)
- 2014: Sres. Papis (TV-Serie, 117 Folgen)
- 2015: Conflictos modernos (TV-Mini-Serie, 1 Folge)
- 2017: Las Estrellas (TV-Serie, 169 Folgen)
- 2019: Otros Pecados (TV-Mini-Series, 1 Folge))
- 2020: Separadas (TV-Serie, 36 Folgen)
- 2022: Dos 20 (Miniserie, 1 Folge)